# حد شرب الخمر
حد شرب الخمر، جاءت الشريعة الإسلامية بالنهي عن شرب الخمر، قال الله تعالى في القرآن: {يَاأَيُّهَا الَّذِينَ آمَنُوا إِنَّمَا الْخَمْرُ وَالْمَيْسِرُ وَالْأَنْصَابُ وَالْأَزْلَامُ رِجْسٌ مِنْ عَمَلِ الشَّيْطَانِ فَاجْتَنِبُوهُ لَعَلَّكُمْ تُفْلِحُونَ} [المائدة: 90]
حد شرب الخمر في الشريعة الإسلامية، وهو أربعون جلدة ومازاد منه هو تعزير حسب ما تقتضيه الحاجة، وقد يصل إلى ثمانين جلدة كم فعل عمر بن الخطاب ، وفي الحديث أن علياً  أمر عبد الله بن جعفر أن يجلد الوليد بن عقبة فجلده وعلي يعد حتى بلغ أربعين فقال أمسك ثم قال: «جلد النبي ﷺ أربعين، وجلد أبو بكر  أربعين، وعمر  ثمانيين، وكل سنة وهذا أحب إلي».
وقد ذهب الفقهاء إلى أن الثمانين واجبة، وذهب آخرون إلى أن الواجب أربعون جلدة، وذهبت طائفة ثالثة إلى أن الزيادة على الأربعين متروكة للحاكم، فإن رأى المصلحة في الزيادة زاد، وإلا اقتصر على الأربعين جلدة.

## حكم شرب الخمر في الإسلام
شرب الخمر في الإسلام يُعدُّ من المحرمات، ومن كبائر الذنوب، فقد نهت الشريعة عنه، وأمر باجتنابه، يقول الله في القرآن الكريم: {يَاأَيُّهَا الَّذِينَ آمَنُوا إِنَّمَا الْخَمْرُ وَالْمَيْسِرُ وَالْأَنْصَابُ وَالْأَزْلَامُ رِجْسٌ مِنْ عَمَلِ الشَّيْطَانِ فَاجْتَنِبُوهُ لَعَلَّكُمْ تُفْلِحُونَ} [المائدة: 90]، وقال الرسول محمد صلى الله عليه وسلم: «كل مسكر حرام، إن على الله عز وجل عهدا لمن يشرب المسكر أن يسقيه من طينة الخبال» قال الصحابة: يا رسول الله، وما طينة الخبال؟ قال: «عرق أهل النار» أو «عصارة أهل النار». وقد: «اتفق أهل القبلة جميعًا على أن الخمر حرام بتحريم الله تعالى إياها». 

## حد شارب الخمر
اتفق فقهاء الإسلام على أن شارب الخمر يُضرب، وهو ما فعله الرسول محمد صلى الله عليه وسلم بشارب الخمر في عهده، فعن أنس الصحابي قال: «جلد النبي صلى الله عليه وسلم في الخمر بالجريد والنعال، وجلد أبو بكر أربعين».
وقد كان الحد الذي اتفق عليه الصحابة إلى عهد الخليفة عمر ابن الخطاب هو: أن يضرب أربعين جلدة، قال أنس بن مالك: «أن النبي صلى الله عليه وسلم أتي برجل قد شرب الخمر، فجلده بجريدتين نحو أربعين»

## الزيادة على الأربعين في حد شارب الخمر
كان حد شارب الخمر في عهد الرسول محمد صلى الله عليه وسلم والخليفة أبي بكر الصديق أربعين جلدة، ثم في عهد الخليفة عمر ابن الخطاب رفعه إلى ثمانين جلدة كما قال أنس: "أن النبي صلى الله عليه وسلم أتي برجل قد شرب الخمر، فجلده بجريدتين نحو أربعين"، قال: وفعله أبو بكر، فلما كان عمر استشار الناس، فقال عبد الرحمن: أخف الحدود ثمانين، فأمر به عمر".

## حكم جلد شارب الخمر ثمانين جلدة
اتفق الفقهاء على جواز جلد شارب الخمر ثمانين جلدة، إلا أنهم اختلفوا فيما فوق الأربعين هل يلزم لزوما أم لا يلزم، فذهب أبو حنيفة ومالك وأحمد في رواية عنه إلى أنه يجب أن يحد شارب الخمر ثمانين جلدة، واستدلّوا على ذلك بإجماع الصّحابة فإنّه روي أن عمر استشار النّاس في حد الخمر فقال عبد الرحمن بن عوف: أرى أن تجعلها كأخفّ الحدود، فضرب عمر ثمانين، فكانت الزيادة باستشارة الصحابة وموافقتهم.
وذهب الشافعي وأحمد في الرواية الثانية عنه إلى أنه يجزئ الأربعين، واستدلوا بأن علي بن أبي طالب أمر بجلد الوليد بن عقبة أربعين جلدة، وقال: «جلد النبي صلى الله عليه وسلم أربعين، وجلد أبو بكر أربعين، وعمر ثمانين، وكلٌّ سنة، وهذا أحب إلي».
وذهب آخرون إلى أن الزيادة على الأربعين من باب التعزير لا الحد، وهو يعني: أنه متروك للحاكم، فإن رأى المصلحة في أن يجلده أربعين جلدة فعل، وإن رأى المصلحة في أن يجلده ثمانين جلدة فعل، يقول العالم الإسلامي: ابن تيمية: «شارب الخمر؛ فيجب باتفاق الأئمة أن يجلد الحد إذا ثبت ذلك عليه، وحده أربعون جلدة أو ثمانون جلدة، فإن جلده ثمانين جاز باتفاق الأئمة، وإن اقتصر على الأربعين ففي الإجزاء نزاع مشهور، فمذهب أبي حنيفة ومالك وأحمد في إحدى الروايتين أنه يجب الثمانون، ومذهب الشافعي وأحمد في الرواية الأخرى عنه أن الأربعين الثانية تعزير يرجع فيها إلى اجتهاد الإمام؛ فإن احتاج إلى ذلك لكثرة الشرب أو إصرار الشارب ونحو ذلك فعل وقد كان عمر بن الخطاب يعزر بأكثر من ذلك؛ كما روي عنه أنه كان ينفي الشارب عن بلده ويمثل به بحلق رأسه».

## شروط إقامة حد الخمر
يشترط لإقامة الحد على شارب الخمر:
- التكليف: وهو أن يكون بالغًا عاقلًا، فلا حد على صبي ولا مجنون.
- الاختيار: فلا حد على المكره.
- انتفاء الشبهة: وهو أن يعلم أن هذا الشراب خمر، فإن شربه على أنه شراب آخر، فلا حد عليه.

## ما يثبت به حد شرب الخمر
يثبت حد شرب الخمر بأحد الأمرين:
- الإقرار بالشرب، كأن يقر ويعترف بأنه شرب الخمر.

- الشهادة: وهي شهادة رجلين عدلين عليه،[ا] كأن رأوه قد شرب الخمر أو تقيأها، وفي حديثٍ عن حصين بن المنذر أبي ساسان قال: «شهدت عثمان بن عفان، وأوتي بالوليد قد صلى الصبح ركعتين، ثم قال: أزيدكم؟ فشهد عليه رجلان أحدهما حمران أنه شرب الخمر، وشهد آخر أنه يتقيأ، فقال عثمان : إنه لم يتقيأ حتى شربها، فقال: يا علي قم فاجلده، فقال عليٌّ: قم يا حسن فاجلده، فقال الحسن: وَلِّ حَارَّهَا مَنْ تَوَلَّى قَارَّهَا، فكأنه وجد عليه، فقال: يا عبد الله بن جعفر قم فاجلده فجلده، وعليٌّ يعد، حتى بلغ أربعين، فقال: أمسك، ثم قال: جلد النبي ﷺ أربعين، وأبو بكرٍ أربعين، وعمر ثمانين، وكلٌّ سُنَّة، وهذا أحب إلي».[10]

## الملاحظات
1. ↑  ولا تقبل الشهادة إلا ممن اجتمعت فيه خمس خصال: الإسلام والبلوغ والعقل والحرية والعدالة، وللعدالة خمس شرائط أن يكون مجتنبا للكبائر، غير مصر على القليل من الصغائر، سليم السريرة، مأمونا عند الغضب، محافظا على مروءة مثله.